# Шайнович, Олег Иванович
Олег Иванович Шайнович (5 мая 1939 год г. Кострома) — советский и российский учёный-металлург, экономист, специалист по проектированию и реконструкции металлургических предприятий. Кандидат экономических наук, профессор кафедры экономики и организации производства МИСиС. Заслуженный металлург РФ.

## Биография
Шайнович Олег Иванович родился 5 мая 1939 г. в г. Костроме. В 1960 г. окончил Московский институт стали с квалификацией инженера-металлурга, в 1969 г. - Московский инженерно-экономический институт с присвоением квалификации инженера-экономиста.
Трудовой стаж О.И. Шайновича начался в 1960 г. на Люблинском литейно-механическом заводе мастером литейного цеха. С 1961 г. работает инженером, старшим инженером, руководителем группы, главным инженером проекта, заместителем главного инженера, главным инженером института «Гипромез».
Одновременно с работой в Гипромезе О.И. Шайнович более 15 лет преподает в МИСиС в качестве доцента, позже профессора на кафедре экономики и организации производства. Защитил диссертацию на соискание степени кандидата экономических наук.

## Научная, образовательная и производственная деятельность
Область научных интересов: организация научно-исследовательских, опытно-конструкторских и проектных работ в металлургии, проектирование и реконструкция металлургических предприятий, производство черных металлов и сплавов, общие вопросы.
Проектная и научная деятельность О.И. Шайновича началась с участия в качестве основного исполнителя в проектировании конвертерных цехов следующих металлургических заводов: Западно-Сибирского (Россия), Карагандинского (Казахстан), фирмы Раутаруукки в г. Раахе (Финляндия), заводов в г. Хелуане (Египет), в г. Исфагане (Иран) и в Индии.
Руководил выполнением проекта капитального ремонта 1 разряда с модернизацией одной из крупнейших в мире доменной печи № 9 объемом 5000 м³ Криворожского металлургического завода.
Является автором патентов СССР и России, имеет печатные статьи, учебные пособия и методические разработки в МИСиС.

## Признание
О.И. Шайнович имеет награды: Орден Почёта, медали «Ветеран труда», «В память 850-летия Москвы» и является заслуженным металлургом РФ.